# Sant Laurenç (Isèra)
Saint-Laurent-en-Beaumont és un municipi francès situat al departament de la Isèra i a la regió d'Alvèrnia-Roine-Alps. L'any 2007 tenia 394 habitants.

## Demografia

### Població
El 2007 la població de fet de Saint-Laurent-en-Beaumont era de 394 persones. Hi havia 159 famílies de les quals 54 eren unipersonals (22 homes vivint sols i 32 dones vivint soles), 40 parelles sense fills, 58 parelles amb fills i 7 famílies monoparentals amb fills.
La població ha evolucionat segons el següent gràfic:
Habitants censats

### Habitatges
El 2007 hi havia 257 habitatges, 163 eren l'habitatge principal de la família, 76 eren segones residències i 18 estaven desocupats. 247 eren cases i 7 eren apartaments. Dels 163 habitatges principals, 139 estaven ocupats pels seus propietaris, 21 estaven llogats i ocupats pels llogaters i 4 estaven cedits a títol gratuït; 3 tenien una cambra, 10 en tenien dues, 27 en tenien tres, 41 en tenien quatre i 83 en tenien cinc o més. 136 habitatges disposaven pel capbaix d'una plaça de pàrquing. A 74 habitatges hi havia un automòbil i a 70 n'hi havia dos o més.

### Piràmide de població
La piràmide de població per edats i sexe el 2009 era:
| Homes | Edats   | Dones |
| ----- | ------- | ----- |
| 0     | 95 o +  | 0     |
| 0     | 90 a 94 | 4     |
| 0     | 85 a 89 | 4     |
| 0     | 80 a 84 | 4     |
| 0     | 75 a 79 | 4     |
| 20    | 70 a 74 | 12    |
| 24    | 65 a 69 | 36    |
| 0     | 60 a 64 | 8     |
| 4     | 55 a 59 | 8     |
| 8     | 50 a 54 | 8     |
| 8     | 45 a 49 | 8     |
| 20    | 40 a 44 | 8     |
| 20    | 35 a 39 | 12    |
| 20    | 30 a 34 | 20    |
| 8     | 25 a 29 | 16    |
| 0     | 20 a 24 | 12    |
| 0     | 15 a 19 | 0     |
| 12    | 10 a 14 | 4     |
| 20    | 5 a 9   | 16    |
| 20    | 0 a 4   | 20    |

## Economia
El 2007 la població en edat de treballar era de 237 persones, 163 eren actives i 74 eren inactives. De les 163 persones actives 153 estaven ocupades (83 homes i 70 dones) i 10 estaven aturades (5 homes i 5 dones). De les 74 persones inactives 24 estaven jubilades, 29 estaven estudiant i 21 estaven classificades com a «altres inactius».

### Ingressos
El 2009 a Saint-Laurent-en-Beaumont hi havia 174 unitats fiscals que integraven 443,5 persones, la mediana anual d'ingressos fiscals per persona era de 16.638 €.

### Activitats econòmiques
Dels 16 establiments que hi havia el 2007, 1 era d'una empresa extractiva, 5 d'empreses de construcció, 1 d'una empresa de comerç i reparació d'automòbils, 4 d'empreses d'hostatgeria i restauració, 1 d'una empresa d'informació i comunicació, 2 d'empreses immobiliàries, 1 d'una empresa de serveis i 1 d'una entitat de l'administració pública.
Dels 5 establiments de servei als particulars que hi havia el 2009, 1 era un paleta, 3 fusteries i 1 restaurant.
L'any 2000 a Saint-Laurent-en-Beaumont hi havia 11 explotacions agrícoles que ocupaven un total de 390 hectàrees.

## Equipaments sanitaris i escolars
El 2009 hi havia una escola elemental.

## Poblacions més properes
El següent diagrama mostra les poblacions més properes.